# Qubes OS
Qubes OS – zorientowany na zapewnienie bezpieczeństwa oprogramowania, system operacyjny przeznaczony na komputery typu desktop.
Celem tego systemu jest zapewnienie bezpieczeństwa poprzez izolację. Wirtualizacja jest zapewniana poprzez hipernadzorcę Xen, a środowisko użytkownika może być oparte na dystrybucjach Linuksa: Fedora, Debian, Whonix lub na Microsoft Windows, a także na innych systemach operacyjnych.
W dniu 16 lutego 2014 r. Qubes znalazł się w finale Access Innovation Prize 2014 w kategorii rozwiązania Endpoint Security. Choć ostatecznie nagrodę zdobył Tails, inny system operacyjny skoncentrowany na bezpieczeństwie, to Qubes i Open Whisper Systems znaleźli się na drugim miejscu.